# 共产主义者同盟（统一委员会）
共产主义者同盟（统一委员会）是日本的一个新左翼组织。该组织成立于2004年4月，由共产主义者同盟战旗派（通称战旗派）和共产主义者同盟（全国委员会）（通称烽火派）合并而成。该组织的意识形态是新左翼、科学社会主义、反帝国主义、反新自由主义。该组织的机关报是《战旗》，机关志是《共产主义》。
2012年11月17日，共產主義者同盟（統一委員會）發表台灣左派人士林書揚逝世悼詞，稱日本帝國主義對台灣執行的長達半世紀的殖民地支配是「對於台灣人民來說應該憎惡的日本侵略史，對於日本人民來說應該感到羞恥的失敗史」，並稱日美帝國主義是「亞洲人民共同的敵人」。